# Aubance
Die Aubance ist ein Fluss in Frankreich, der im Département Maine-et-Loire in der Region Pays de la Loire verläuft. Sie entspringt im Regionalen Naturpark Loire-Anjou-Touraine, im Ortsgebiet von Louerre, entwässert generell in nordwestlicher Richtung und mündet nach rund 36 Kilometern im Gemeindegebiet von Denée als linker Nebenfluss in den Louet, der ein langer Seitenarm der Loire ist.

## Orte am Fluss
(Reihenfolge in Fließrichtung)
- Louerre
- Charcé-Saint-Ellier-sur-Aubance
- Brissac-Quincé
- Saint-Melaine-sur-Aubance
- Soulaines-sur-Aubance
- Mûrs-Erigné
- Denée

## Wirtschaft
Der Fluss bildet die klimatischen Voraussetzungen für das Weinbaugebiet Coteaux-de-l’Aubance.